# Бентелер-Арена
Бентелер-Арена — многофункциональный стадион в Падерборне (Германия), который был построен в период с июля 2005 по июль 2008 года, в качестве замены стадиона Херманн-Лёнс. Матч открытия между Падерборн 07 и Боруссия (Дортмунд) (1-2) посетило 15 000 зрителей, стадион был заполнен полностью.
В сезоне 2019/20 стадион вмещал в среднем 14 434 зрителей, которые посетили матчи Падерборн 07 в Бундеслиге.

## История
Первоначальное планирование нового стадиона для Падерборн 07 датируется 2001 годом, когда стало ясно, что предыдущая стадион Херманн-Лёнс, скоро прекратит свое существование. В 2003 году спортивный комитет города объявил о закрытии стадиона Херманн-Лёнс на ближайшее время. Впоследствии выдвигались различные предложения по новым стадионам. В 2004 году было найдено новое место, и 12 июля 2005 года строительная компания «Bremer AG» начала строительство стадиона на 15 000 посетителей. Однако позже в 2005 году строительство было остановлено из-за отзыва лицензии на строительство в результате судебных исков, поданных жителями. Необходимо было разработать новый план строительства, и в декабре 2007 года строительство продолжилось.
Строительство возобновилось в январе 2008 года, но из-за того что город Падерборн не выполнил перевод в размере 3,4 миллиона евро были поданы новые иски, но все они урегулированы в марте 2008 года после оплаты, произведенной городом. 30 июня 2008 года стадион был передан Падерборн 07.
Стадион получил название Paragon Arena в 2005 году после того, как местное предприятие по производству электроники провело свою первую игру 16 июля 2008 года и отпраздновал свое официальное открытие 20 июля 2008 года во время матча между Падерборн 07 и Боруссия (Дортмунд), результат которого 1-2 в пользу гостей.
В июне 2009 года стадион был переименован в Energieteam Arena, а в июле 2012 года в Бентелер-Арена после соглашения об именовании с австрийской компанией Бентелер.